# 1969年の日本
1969年の日本（1969ねんのにほん）では、1969年（昭和44年）の日本の出来事・流行・世相などについてまとめる。

## 他の紀年法
日本では、西暦の他にも以下の紀年法を使用している。なお、以下の紀年法は西暦と月日が一致している。
- 元号
  - 昭和44年
- 神武天皇即位紀元
  - 皇紀2629年
- 干支
  - 己酉（つちのと とり）

## 在職者
- 天皇: 裕仁
- 内閣総理大臣: 佐藤栄作（自由民主党）
- 内閣官房長官: 保利茂（自由民主党）
- 最高裁判所長官: 横田正俊→石田和外
- 衆議院議長: 石井光次郎（7月15日まで）→松田竹千代（7月16日より）（共に自由民主党）
- 参議院議長: 重宗雄三（自由民主党）

## できごと

### 1月
- 1月2日 - 昭和天皇パチンコ狙撃事件が起こる[書籍 1]。
- 1月5日 - 千葉県野島崎沖で大型鉱石運搬船・ぼりばあ丸沈没。31人行方不明。
- 1月9日 - NET（現・テレビ朝日）系ネットのクイズ番組『クイズタイムショック』が放送開始。
- 1月11日 - 石田和外が第5代最高裁判所長官に就任。
- 1月15日
  - 鹿児島夫婦殺し事件が発生。
  - 羽後交通横荘線沼館駅 - 舘合駅間がこの日限りで廃止。
- 1月18日
  - 19日にかけて東大安田講堂攻防戦[書籍 2]。東大内での逮捕者は600名以上。この影響で東京大学の入学試験が中止された。
  - プロ野球パ・リーグの東京オリオンズが菓子メーカーのロッテと業務提携し、球団名をロッテオリオンズに改称（現・千葉ロッテマリーンズ）。
- 1月19日 - 駿河台の明大通りに解放区「神田カルチェ・ラタン」出現。
- 1月24日 - 美濃部亮吉東京都知事、東京都主催の公営競技廃止を通達[書籍 3][書籍 4]。

### 2月
- 2月1日
  - 日本専売公社（現・日本たばこ産業）がチャコールフィルター使用の「セブンスター」を発売[書籍 5]。
  - 東名高速道路の静岡IC - 岡崎IC間が開通[1]。
- 2月5日 - 福島県郡山市の磐梯熱海温泉磐光ホテルで火災、31人死亡[書籍 6]。
- 2月8日 - 石川県金沢市の市街地に航空自衛隊小松基地所属のF-104J戦闘機が墜落[書籍 6]。
- 2月11日 - 江藤小三郎（江藤新平の曾孫）、国会議事堂前で「覚醒書」なる遺書を残して焼身自殺。
- 2月15日 - ブルーボーイ事件判決[書籍 6]。
- 2月17日 - トヨタ自動車が「ダイナ」をモデルチェンジ（9月には「マッシーダイナ」を発売）。
- 2月18日 - 岡山県岡山市が西大寺市を編入合併。
- 2月21日 - 三重県の「岡田屋」、兵庫県の「フタギ」、大阪府の「シロ」のスーパーマーケット3社共同出資による共同仕入機構「ジャスコ株式会社」（初代）を設立。
- 2月25日 - 産業経済新聞社がタブロイド紙「夕刊フジ」を創刊[書籍 7]。

### 3月
- 3月1日
  - NHK-FM放送、本放送開始。
  - 富士重工業が「ff-1」を発売（「スバル・1000」のマイナーチェンジで、1970年7月に「ff-1 1300G」へ移行）。
- 3月4日 - 首都圏に大雪が降る。
- 3月6日 - 八幡製鉄と富士製鉄が合併に調印。
- 3月10日 - 大相撲春場所2日目、横綱・大鵬と前頭筆頭・戸田との取組で当初は大鵬に軍配が上がったが物言いの結果行司差し違えとされ戸田の勝ちとなる。これにより大鵬の連勝が45連勝でストップするが、同日のNHKのニュースでは大鵬の体が残っており、翌日の新聞でもその際どい場面が写真で掲載され「世紀の大誤審」と騒がれた。翌場所からビデオ判定が導入された。
- 3月12日 - 首都圏に大雪が降る[書籍 8][書籍 9]。
- 3月17日 - 東洋工業（現・マツダ）が「ポーターキャブ」を発売（10月には「ルーチェロータリークーペ」を発売）。
- 3月21日 - 日本道路公団管理の一般有料道路・西名阪自動車道（一般国道25号）として、旧・松原IC（松原JCT） - 天理IC間開通（当時、松原IC - 柏原IC間は4車線、柏原IC - 天理IC間は暫定2車線）。
- 3月22日 - 安田会安田病院で看護人による患者傷害至死事件発生、同年12月に北錦会大和川病院に改名。
- 3月26日 - 磐梯急行電鉄線がこの日限りで廃止。
- 3月27日 - 第41回選抜高等学校野球大会が阪神甲子園球場で開幕。
- 3月31日
  - 東名高速道路の厚木IC - 大井松田IC間および御殿場IC - 富士IC間が開通[1]。
  - 川崎市電がこの日限りで全線廃止。
  - 大阪市電がこの日限りで全線廃止。

### 4月
- 4月1日
  - 日本人の一般海外旅行における1回あたりの外貨持ち出し制限が、従来の500USドルから700USドルに緩和される。
  - 長野放送、富山テレビ放送、石川テレビ放送、中京ユーエッチエフテレビ放送（現・中京テレビ放送）、近畿放送（現・京都放送=KBS京都）、岡山放送、瀬戸内海放送、福岡放送、サガテレビ、テレビ長崎、テレビ熊本、鹿児島テレビ放送、以上12局のUHF（アナログ）を親局とする民放テレビ局が各地に開局。
  - 前年の十勝沖地震で被災し全線不通となっていた南部鉄道が正式に廃止。
- 4月5日 - 東急百貨店東横店（渋谷駅）で火災。
- 4月6日
  - 国鉄中央線荻窪 - 三鷹間における高架複々線化完成。
  - 第41回全国選抜高校野球大会の決勝戦が阪神甲子園球場で行われ三重高校が堀越高校に12-0で勝利し、大会初優勝。
- 4月7日
  - 永山則夫連続射殺事件の犯人・永山則夫を逮捕[書籍 10]。
- 4月14日 - トヨタ自動車が「パブリカ」をモデルチェンジ。イメージキャラクターに俳優の石坂浩二を起用（ダイハツ工業との提携により、同社からは「コンソルテ」として発売された）。
- 4月15日 - 本田技研工業が同社初の4ドアセダン「ホンダ・1300」を発売。
- 4月16日 - 大阪市営地下鉄千日前線の野田阪神駅 - 桜川駅が開業（1970年に新深江駅まで延長し、1981年に全線開業）。
- 4月19日 - 上田丸子電鉄丸子線がこの日限りで廃止。
- 4月23日 - サレジオ高校に通う男子生徒がいじめへの報復として別の男子生徒を殺害し、首を切断する事件が発生。
- 4月25日 - 東海道新幹線の三島駅が開業。
- 4月27日 - 日本テレビでコント55号司会のバラエティ番組『コント55号の裏番組をブッ飛ばせ!』が放送開始。これを契機に「裏番組」が業界用語となる。
- 4月28日 - 沖縄デー。全国各地で集会・デモ。都内各所でゲリラ活動。
- 4月30日 - 留萠鉄道がこの日限りで営業を終了（1971年4月15日廃止）。

### 5月
- 5月1日
  - サンテレビジョンが開局。
  - 鹿児島県の沖永良部島に沖永良部空港が開港。
- 5月5日 - 中部日本放送（CBC）本社ビル「CBC会館」（名古屋市中区新栄）で火災[書籍 11]。
- 5月10日
  - 日本国有鉄道が等級制を廃止しモノクラス制を導入。運賃および特急・急行料金は等級にかかわらず同一となる。従来の2等車は普通車となり、1等車はグリーン車として運賃および特急・急行料金のほかに特別料金を追加する方式となる。寝台車については従来の2等寝台車をB寝台車に、1等寝台車をA寝台車に名称変更。
- 5月11日 - 東急の路面電車路線である玉川線（渋谷駅 - 二子玉川園駅）および砧線（二子玉川園駅 - 砧本村駅）が前日限りで廃止となり、残る三軒茶屋駅 - 下高井戸駅が世田谷線に改称。
- 5月13日 - 三島由紀夫と東大全共闘が東大駒場キャンパス900番教室（講堂）で公開討論[書籍 12][書籍 13]。
- 5月20日 - 立命館大学全共闘が同校のわだつみ像を破壊[書籍 14]。
- 5月26日 - 東名高速道路の大井松田IC - 御殿場IC間の開通により、全区間開通（全線開通は1971年12月21日）[注 1][書籍 3][1][書籍 15]。
- 5月31日 - 江東区小5女児誘拐殺人事件発生（未解決事件）。

### 6月
- 6月6日 - サッポロビールが日本初の低アルコールビール「サッポロライト」を発売。
- 6月10日
  - 昭和43年度の国民総生産（GNP）、西ドイツを抜き世界第2位に[書籍 16]。
  - 日本国有鉄道は前月26日に全通した東名高速道路を経由し東京と名古屋市を結ぶ高速バス「東名ハイウェイバス」と、東名高速道路・名神高速道路を経由し東京と名古屋市・京都市・大阪市を結ぶ夜行高速バスドリーム号の運行を開始。
  - 小林製薬が「ブルーレット」を発売[書籍 17]。
- 6月12日 - 初の原子力船・むつが進水[書籍 16][書籍 8]。
- 日付不明 - コンドーム自販機の登場。大阪市、高槻市、豊中市に設置。

### 7月
- 7月7日 - 東京大学、全学部が授業再開決定。
- 7月9日 - 戦時中の1944年以来休止されていた善光寺白馬電鉄が正式に廃止。
- 7月10日 - 秋田中央交通線がこの日限りで廃止。
- 7月15日 - 「週刊少年チャンピオン」（秋田書店）創刊（ただし当初は月2回刊）。
- 7月16日 - 三洋電機創業者で松下電器産業創設メンバーの井植歳男が死去。
- 7月20日
  - アメリカの宇宙船・アポロ11号が人類初の有人月面着陸に成功し、日本でもテレビ中継された[2]。
  - 立山黒部貫光黒部ケーブルカーが開業。
- 7月21日 - 三菱重工業が「ミニカ」をモデルチェンジ（12月には「コルトギャラン」発売）。
- 7月27日 - 可部線加計 - 三段峡間が開業（2003年廃止）。

### 8月
- 8月1日 - 箱根 彫刻の森美術館開館[書籍 8][書籍 18]。
- 8月3日 - 大学管理臨時措置法案を参議院本会議で与党が強行採決で可決し、成立[書籍 3][書籍 19]。
- 8月4日 - TBS、『水戸黄門』放送開始[書籍 20]。その後2011年に終了するまで全43部にわたるシリーズで放送された。
- 8月9日
  - 日本漁船が歯舞諸島沖でソ連警備艇と衝突し沈没。11人死亡。
  - 第51回全国高等学校野球選手権大会が阪神甲子園球場で開幕。
- 8月17日 - 富山地方鉄道本線黒部支線（電鉄桜井駅 - 黒部駅間）が廃止。
- 8月18日 - 第51回全国高等学校野球選手権大会決勝で、三沢高校と松山商が延長18回の上引き分け再試合[書籍 21]。
- 8月19日 - 第51回全国高等学校野球選手権大会決勝の再試合が甲子園球場にて行われ、松山商業が三沢高校を4対2と破って優勝を決める。
- 8月22日 - 小学館から総合週刊誌「週刊ポスト」創刊[書籍 22]。
- 8月25日 - 日産自動車が「サニーキャブ」を発売。
- 8月27日 - 松竹映画『男はつらいよ』（渥美清主演・山田洋次監督）公開（シリーズは1995年まで全48作製作）[書籍 23]。
- 8月31日 - 花巻電鉄花巻駅 - 西鉛温泉駅間がこの日限りで廃止。

### 9月
- 9月1日
  - アサヒ玩具がママレンジを発売。
  - 順天堂が日本初のホームセンター1号店を島根県益田市に開店。
- 9月6日 - 新東京国際空港建設開始。
- 9月10日
  - 正寿ちゃん誘拐殺人事件。19歳の少年が渋谷区在住の小学1年生男児を誘拐・殺害し、死体を鞄に詰めて東横線渋谷駅の荷物一時預かり所に預けることで遺棄し、被害者の家族に身代金を要求した（少年犯罪）[新聞 1]。加害者少年は死刑判決を受け、1977年12月に最高裁で言い渡された判決により死刑が確定（少年死刑囚）[新聞 2][書籍 24]。
  - 名張毒ぶどう酒事件で一審無罪判決を受けた被告人の控訴審で名古屋高等裁判所は逆転死刑判決を言い渡す[書籍 24]。
  - 大阪市営地下鉄千日前線今里駅 - 新深江駅間延伸開業。
- 9月13日 - 東京・赤坂に赤坂東急ホテルが開業。
- 9月17日 - 京福電気鉄道永平寺線金津駅 - 東古市駅間がこの日限りで廃止。
- 9月30日 - 京都市営トロリーバスがこの日限りで廃止。
- この月、朝日小学生新聞紙上で、4コマ漫画のジャンケンポンが連載開始。

### 10月
- 10月1日
  - 宇宙開発事業団（NASDA）発足。
  - 福井テレビジョン放送、秋田テレビ開局。
  - フジテレビジョンをキーステーションとする放送ネットワーク・フジネットワーク（FNS）発足。加盟21社。
- 10月4日 - TBS系でザ・ドリフターズ出演の公開バラエティ番組『8時だョ!全員集合』が放送開始（1985年終了）[書籍 25]。
- 10月5日
  - スピードシンボリ号が日本馬として初めてフランスの凱旋門賞に挑戦。24頭中10着に敗れる。
  - フジテレビ系のテレビアニメ『ハクション大魔王』放送開始（1970年終了）。同じくフジ系で「サザエさん」放送開始（2025年現在も放送中）。
- 10月6日 - 千葉県松戸市役所、市民の苦情処理のため『すぐやる課』設置（発案者の松本清市長はマツモトキヨシの創業者）[書籍 26]。初日は14件苦情のうち7件即日解決。
- 10月7日 - プロ野球における黒い霧事件が発覚[書籍 8]。西鉄の永易将之投手など数球団の主力選手が永久追放を受ける。
- 10月9日
  - 読売新聞社社主で日本テレビ放送網創業者の正力松太郎が死去[書籍 27]。
  - 巨人が後楽園球場で中日下し5年連続セ・リーグ優勝 (V5) 。
- 10月10日 - 巨人の金田正一投手が通算400勝達成[書籍 8][書籍 27]。これが金田の現役最後の勝利となり、また日本プロ野球における投手の通算勝利数の史上最高記録となった。
- 10月14日 - 西武秩父線（吾野駅 - 西武秩父駅間）が開業[書籍 28]。同時に同池袋線との直通運転を開始するとともに、池袋駅 - 西武秩父駅間を結ぶ特急列車「レッドアロー」の運行も開始[書籍 28]。
- 10月15日 - 悪徳の栄え事件の最高裁判所大法廷判決。被告人等の有罪が確定[書籍 28]。
- 10月18日 - 日産自動車が「フェアレディZ」を発表（発売は翌11月）。
- 10月21日 - 国際反戦デーにあたるこの日、新左翼各派は新宿を中心に各地で機動隊と衝突[書籍 8][書籍 28]。この事件での逮捕者は1594人に上り過去最大となった。
- 10月29日 - 人工甘味料チクロの使用が禁止される[書籍 8][書籍 29]。
- 10月31日 - 定山渓鉄道線がこの日限りで廃止。

### 11月
- 11月1日
  - 三重テレビ放送開局。
  - 江若鉄道が廃止。通常の運行は前日限りで終了し、この日は運賃無料で整理券所持者のみ対象としたお別れ列車を運行した。
- 11月2日 - 日本シリーズ第6戦で巨人がパ・リーグ覇者の阪急を4勝2敗で下し、5年連続日本シリーズ制覇 (V5) 。
- 11月3日
  - 日産自動車が「フェアレディZ」を発売。
  - 後楽園球場の大規模改修工事始まる（内野席1万席増設、スコアボード電光掲示化、ブルペン改修など）。
- 11月5日 - 警視庁、大菩薩峠に突入し、赤軍派メンバー53人を逮捕[書籍 8][書籍 29]。
- 11月11日 - 玉川髙島屋S・C開業。
- 11月13日 - 沖縄祖国復帰、佐藤首相訪米反対の県民大会、10万人参加。
- 11月16日
  - 翌日にかけて新左翼各派は佐藤栄作首相の訪米を実力阻止すべく、武装した行動隊を羽田空港に送り込んだ。10月21日の国際反戦デー闘争の時よりもさらに多い2500人超の逮捕者を出した[書籍 3][書籍 30]。
  - 反安保全国実行委・沖縄連共催首相訪米抗議集会、全国120カ所で72万人参加。
- 11月17日 - 佐藤栄作首相が訪米[書籍 3][書籍 30]。
- 11月21日 - 佐藤栄作首相がニクソン大統領と会談し、日米共同声明を発表[書籍 3]。3年後の沖縄返還合意を取り付ける[書籍 30]。
- 11月28日 - 黒い霧事件：プロ野球・西鉄ライオンズの永易将之投手が暴力団からの依頼による敗退行為の疑いにより永久追放。
- 11月30日 - 世界初の界磁チョッパ制御車、東京急行電鉄8000系デビュー。

### 12月
- 12月1日
  - 住友銀行（現・三井住友銀行）が新宿支店・梅田支店に日本初の現金自動支払機（CD）を設置[書籍 31]。
  - 青森テレビ、テレビ岩手が開局。
- 12月2日 - 衆議院解散（沖縄解散）。
- 12月3日 - 国鉄吉祥寺駅に駅ビル、ロンロン（現・アトレ吉祥寺）開業。
- 12月6日 - 大阪市営地下鉄堺筋線の天神橋筋六丁目駅 - 動物園前駅間が開業。同時に阪急千里線・京都本線との相互乗り入れを開始。これに伴い阪急千里線の始発駅であった天神橋駅は廃止。また同市営地下鉄の既存路線に御堂筋線・谷町線・四つ橋線・中央線・千日前線の路線愛称がつけられる。
- 12月7日 - 幸袋線がこの日限りで廃止。赤字83線に指定された路線で初の廃止。
- 12月9日 - 近鉄奈良線の大和西大寺駅 - 近鉄奈良駅間のルートを変更。近鉄奈良駅を地下化し、同駅付近にあった併用軌道を解消。近鉄奈良駅の隣駅の油阪駅を廃止し新大宮駅を開業。
- 12月10日 - 愛媛放送（現・テレビ愛媛）開局。
- 12月15日 - 近鉄鳥羽線宇治山田駅 - 五十鈴川駅間が開業。
- 12月20日 - 営団地下鉄千代田線の北千住駅 - 大手町駅間が開業。
- 12月24日 - 日本初の民間FMラジオ放送局である愛知音楽エフエム放送（現・FM AICHI）開局。
- 12月25日 - セイコーが世界初のクォーツ式腕時計「アストロン」を発表。クォーツショックと呼ばれる時計業界の世界的な構造変化をもたらす。
- 12月27日 - 第32回衆議院議員総選挙投票[書籍 3][書籍 32]。自由民主党が288議席を獲得し圧勝。小沢一郎、浜田幸一、森喜朗、渡部恒三、羽田孜、綿貫民輔、土井たか子、不破哲三らが初当選。

## 社会

### 政治
- 5月23日 - 厚生省が「公害自書」発表。
- 10月29日 - 厚生省、発ガン性の疑いでチクロの食品・医薬品への使用を禁止。
- 11月17日 - 佐藤首相訪米。佐藤・ニクソン共同声明で47年沖縄返還を表明。

### 経済
- 5月14日 - 大蔵省告示第37号・五百円紙幣発行。

### 法
- 8月3日 - 参院本会議で大学運営臨時措置法を抜き打ち採決、成立。

### 教育
- 1月10日 - 東京大学7学部集会開催（全共闘は阻止行動）。大学側と紛争解決の確認書に調印。
- 1月18日 - 東京大学に機動隊8500人導入、安田講堂など占拠の学生と攻防戦。神田駿河台付近で東大闘争支援学生が解放区闘争。19日安田講堂封鎖解除。
- 3月13日 - 都立武蔵丘高校卒業式で生徒20人が式場占拠、機動隊導入（各地で混乱）。
- 9月18日 - 芝浦工業大学で内ゲバ事件初の死者。
- 9月21日 - 京都大学に機動隊導入、22日時計台封鎖解除。

## 文化と芸術

### 流行

#### 流行語
- アッと驚くタメゴロー（ハナ肇）
- オー、モーレツ！
- シコシコ
- それをいっちゃー、おしまいよ（「男はつらいよ」）
- 断絶の時代
- チンタラ
- ナンセンス
- やったぜベイビー！（大橋巨泉）
- ワルノリ
- エコノミック・アニマル
- ニャロメ（赤塚不二夫の漫画キャラクター）
- オヨビでない（植木等）
- ハレンチ（永井豪の漫画『ハレンチ学園』より）
- はっぱふみふみ（大橋巨泉）
- クリープを入れないコーヒーなんて
- ゲバ棒

#### ファッション
- マイクロミニスカートとロングスカート
- パンタロンスタイル全盛
- ベストスタイル
- シースルールック
- ブーツ
- ミディ・マキシ登場
- ノールールファッション
- カラーシャツブーム

### 建築
竣工
- 不明 - 日本初のホームセンターとして、島根県益田市にハウジングランド順天堂駅前店を開店。
- 8月1日 - 神奈川県足柄下郡箱根町に箱根 彫刻の森美術館が開館。
- 9月13日 - 東京都千代田区永田町に赤坂東急ホテルが開業。
- 11月11日 - 東京都世田谷区玉川に玉川高島屋が開店。
- 11月23日 - 東京都豊島区に池袋PARCOが開店。

解体

### 音楽
- 夜明けのスキャット（由紀さおり）
- ブルー・ライト・ヨコハマ（いしだあゆみ）
- 長崎は今日も雨だった（内山田洋とクール・ファイブ）
- 港町ブルース（森進一）
- 粋なうわさ（ヒデとロザンナ）
- 時には母のない子のように（カルメン・マキ）
- 新宿の女（藤圭子）
- 人形の家（弘田三枝子）
- 恋の奴隷（奥村チヨ）
- 雲にのりたい（黛ジュン）
- フランシーヌの場合（新谷のり子） - 本年3月30日にパリの路上で焼身自殺したフランシーヌ・ルコント（Francine Lecomte）を題材にした歌。
- 禁じられた恋（森山良子）
- グッド・ナイト・ベイビー（ザ・キング・トーンズ）
- いいじゃないの幸せならば（佐良直美） - 1969年度第11回日本レコード大賞大賞受賞曲
- 夜と朝のあいだに（ピーター） - 1969年度第11回日本レコード大賞最優秀新人賞受賞曲
- 三百六十五歩のマーチ（水前寺清子）
- 池袋の夜（青江三奈）
- 新宿サタデー・ナイト（青江三奈）
- 君は心の妻だから（鶴岡雅義と東京ロマンチカ）
- みんな夢の中（高田恭子）
- 真夜中のギター（千賀かほる）
- 悲しみは駈け足でやってくる（アン真理子）
- 風（はしだのりひことシューベルツ）
- 或る日突然（トワ・エ・モワ）

### 映画
- 心中天網島
- 男はつらいよ（シリーズ1作目）
- ゴジラ・ミニラ・ガバラ オール怪獣大進撃
- ガメラ対大悪獣ギロン
- 緯度0大作戦
- コント55号 宇宙大冒険

#### 日本映画
| 順位 | 題名                      | 配給             | 配給収入   | 備考 |
| 1    | 栄光への5000キロ          | 松竹映配         | 6億5千万円 |      |
| 2    | 日本海大海戦              | 東宝             | 3億6千万円 |      |
| 2    | 超高層のあけぼの          | 東映             | 3億6千万円 |      |
| 4    | 人斬り                    | 大映             | 2億9千万円 |      |
| 5    | 千夜一夜物語              | 日本ヘラルド映画 | 2億5千万円 |      |
| 5    | 御用金                    | 東宝             | 2億5千万円 |      |
| 7    | 新網走番外地 流人岬の血斗 | 東映             | 1億8千万円 |      |
| 7    | 日本侠客伝 花と龍         | 東映             | 1億8千万円 |      |
| 9    | 日本暗殺秘録              | 東映             | 1億6千万円 |      |
| 9    | コント55号 人類の大弱点   | 東宝             | 1億6千万円 |      |
| ---- | ------------------------- | ---------------- | ---------- | ---- |

（数字はキネマ旬報ベスト・テンランキングの順位）

#### 外国映画
| 順位 | 題名                                | 配給                                             | 製作国                     | 配給収入    | 備考 |
| 1    | ブリット                            | アメリカ合衆国の旗                               | ワーナー・ブラザース       | 4億4020万円 |      |
| 2    | チキ・チキ・バン・バン              | イギリスの旗 · アメリカ合衆国の旗                | ユナイテッド・アーティスツ | 3億5374万円 |      |
| 3    | ウエスト・サイド物語 （リバイバル） | アメリカ合衆国の旗                               | ユナイテッド・アーティスツ | 2億6609万円 |      |
| 4    | 荒鷲の要塞                          | イギリスの旗 · アメリカ合衆国の旗                | MGM                        | 2億6349万円 |      |
| 5    | マッケンナの黄金                    | アメリカ合衆国の旗                               | コロンビア ピクチャーズ    | 2億2491万円 |      |
| 6    | 新・黄金の七人 7×7                  | イタリアの旗                                     | 東和                       | 2億1000万円 |      |
| 7    | 空軍大戦略                          | イギリスの旗 · 西ドイツの旗 · アメリカ合衆国の旗 | ユナイテッド・アーティスツ | 2億0454万円 |      |
| 8    | あの胸にもういちど                  | イギリスの旗 · フランスの旗                      | 東和                       | 1億9000万円 |      |
| 9    | カラマーゾフの兄弟                  | ソビエト連邦の旗                                 | 東和                       | 1億8500万円 |      |
| 10   | 北極の基地/潜航大作戦               | アメリカ合衆国の旗                               | MGM                        | 1億7966万円 |      |
| ---- | ----------------------------------- | ------------------------------------------------ | -------------------------- | ----------- | ---- |

（数字はキネマ旬報ベスト・テンランキングの順位）

### 文学
- 芥川賞
  - 第61回（1969年上半期） - 庄司薫 『赤頭巾ちゃん気をつけて』、田久保英夫 『深い河』
  - 第62回（1969年下半期） - 清岡卓行 『アカシヤの大連』
- 直木賞
  - 第61回（1969年上半期） - 佐藤愛子『戦いすんで日が暮れて』
  - 第62回（1969年下半期） - 該当作品なし
- 江戸川乱歩賞
  - 第15回 - 森村誠一『高層の死角』
- 新刊
  - 海音寺潮五郎『天と地と』
  - 司馬遼太郎『坂の上の雲』
  - 三島由紀夫『春の雪』
  - 羽仁五郎『都市の論理』
  - 石原慎太郎『スパルタ教育』

### 漫画
- 9月 - ワイルド7、少年キングで連載開始
- 9月 - ジャンケンポン、 朝日小学生新聞で連載開始。最終回は2023年3月31日で、連載は53年7か月にわたった。
- 12月1日 - ドラえもん、小学館の雑誌6誌で連載開始

### テレビ
- ドラマ
  - 天と地と（NHK大河ドラマ、石坂浩二、高橋幸治、杉良太郎 他）
  - 信子とおばあちゃん（NHK朝の連続テレビ小説、大谷直子主演）
  - 柔道一直線（TBS系、桜木健一）
  - 無用ノ介（NTV系、伊吹吾郎主演）
  - サインはV（TBS系ドラマ、岡田可愛主演、中山麻理、范文雀、中山仁 他）
  - 水戸黄門（TBS系、東野英治郎主演）
  - 青空にとび出せ!（TBS系、ピンキーとキラーズ主演、水森亜土、加藤和彦、田崎潤 他）
  - 鬼平犯科帳（NET系、松本幸四郎主演、竜崎勝、古今亭志ん朝 他）
- バラエティなど諸分野
  - 連想ゲーム（NHK総合）
  - 巨泉・前武ゲバゲバ90分!（NTV系、大橋巨泉、前田武彦 他）
  - コント55号の裏番組をぶっとばせ!（NTV系、コント55号〈萩本欽一・坂上二郎〉）
  - NTV紅白歌のベストテン（NTV系、堺正章、水前寺清子）
  - 8時だョ!全員集合（TBS系、ザ・ドリフターズ）
  - 唄子・啓助のおもろい夫婦（フジテレビ系、京唄子・鳳啓助）
  - クイズタイムショック（NET系、田宮二郎司会）
  - ヤングおー!おー!（MBS系、笑福亭仁鶴、桂三枝〈現・六代桂文枝〉）
- 開局
  - 青森テレビ、テレビ岩手、秋田テレビ、長野放送、富山テレビ放送、石川テレビ放送、福井テレビジョン放送、中京テレビ放送、三重テレビ放送、近畿放送（現・KBS京都）、サンテレビジョン、テレビ岡山（現・岡山放送）、瀬戸内海放送、愛媛放送（現・テレビ愛媛）、福岡放送、サガテレビ、テレビ長崎、テレビ熊本、鹿児島テレビ放送

#### コマーシャル
| キャッチフレーズなど                                                               | 商品名など                 | メーカー         | 出演者     | 音楽                         |
| ---------------------------------------------------------------------------------- | -------------------------- | ---------------- | ---------- | ---------------------------- |
| オー、モーレツ                                                                     | 丸善ガソリン               | 丸善石油         | 小川ローザ | しばたはつみ                 |
| 痛快まるかじり                                                                     | チョコバー                 | 明治製菓         | 石坂浩二   | -                            |
| みじかびの きゃぷりてとれば すぎちょびれ すぐかきすらの はっぱふみふみ、わかるねー | エリートS                  | パイロット萬年筆 | 大橋巨泉   | -                            |
| クリープを入れないコーヒーなんて                                                   | クリープ                   | 森永乳業         | 芦田伸介   | -                            |
| 違いがわかる男                                                                     | ネスカフェゴールドブレンド | ネッスル日本     | 松山善三   | -                            |
| ニッセイのおばちゃん                                                               | -                          | 日本生命         | 中北千枝子 | 小林亜星・デューク・エイセス |

### アニメ
アニメーション映画
テレビアニメ
- 1月6日 - ひみつのアッコちゃん 放映開始
- 4月4日 - もーれつア太郎 放映開始
- 10月2日 - タイガーマスク 放映開始
- 10月5日 - サザエさん、ハクション大魔王、ムーミン 放映開始
- 12月7日 - アタックNo.1 放映開始

主なアニメ作品
- ピュンピュン丸（テレビ朝日系列・アニメーション制作：東映アニメーション・1967年7月3日 - 9月18日-12話、および1969年12月29日 -1970年3月30日-14話・全26話-2年あまりの休止期間あり）
- スカイヤーズ5（TBS系列・アニメーション制作：エイケン・1967年10月4日 - 12月27日-12話（＋再放送1話）=モノクロ版および1971年10月7日 - 1972年3月30日-26話=カラー版・全39話）
- ゲゲゲの鬼太郎60's（フジテレビ系列・アニメーション制作：東映アニメーション・1968年1月3日 - 1969年3月30日・全65話）
- 巨人の星（日本テレビ系列・アニメーション制作：トムス・エンタテインメント・1968年3月30日 - 1971年9月18日・全182話）
- 怪物くん (モノクロアニメ)（TBS系列・アニメーション制作：トムス・エンタテインメント・1968年4月21日 - 1969年3月23日・全49話）
- サスケ（TBS系列・アニメーション制作：エイケン・1968年9月3日 - 1969年3月25日・全29話）
- 夕やけ番長（日本テレビ系列・アニメーション制作：日本テレビ動画・1968年9月30日 - 1969年3月29日・全156話）
- ドカチン（フジテレビ系列・アニメーション制作：タツノコプロ・1968年10月2日 - 1969年3月26日・全26話）
- 佐武と市捕物控（テレビ朝日系列・アニメーション制作：東映アニメーション・1968年10月3日 - 1969年9月24日・全52話）
- 妖怪人間ベム（フジテレビ系列・アニメーション制作：第一動画・1968年10月7日 - 1969年3月31日・全26話）
- ジョニーサイファー（フジテレビ系列・アニメーション制作：セブンアーツ・1968年10月21日 - 1969年3月29日・全130話）※アメリカ製作
- ひみつのアッコちゃん（テレビ朝日系列・アニメーション制作：東映アニメーション・1969年1月6日 - 1970年10月26日・全94話）
- 海底少年マリン（フジテレビ系列・アニメーション制作：フジテレビ動画・1969年1月13日 - 1969年9月22日・全78話）
- そばかすプッチー（フジテレビ系列・アニメーション制作：フジテレビ動画・1969年3月31日 - 1969年10月4日・全162話）
- ウメ星デンカ（TBS系列・アニメーション制作：トムス・エンタテインメント・1969年4月1日 - 1969年9月30日・全26話）
- 紅三四郎（フジテレビ系列・アニメーション制作：タツノコプロ・1969年4月2日 - 1969年9月24日・全26話）
- もーれつア太郎（テレビ朝日系列・アニメーション制作：東映アニメーション・1969年4月4日 - 1970年12月25日-77話まではモノクロ放送・全90話）
- 忍風カムイ外伝（フジテレビ系列・アニメーション制作：エイケン・1969年4月6日 - 1969年9月28日・全26話）
- どろろ（フジテレビ系列・アニメーション制作：虫プロダクション・1969年4月6日 - 1969年9月28日・全26話）
- 怪獣王ターガン（テレビ朝日系列・アニメーション制作：ハンナ・バーベラ・プロダクション・1969年4月7日 - 1969年8月11日・全18話）※アメリカ製作
- 六法やぶれクン（日本テレビ系列・アニメーション制作：トムス・エンタテインメント・1969年4月28日 - 1969年9月26日・全110話）
- 男一匹ガキ大将（日本テレビ系列・アニメーション制作：日本テレビ動画・1969年9月29日 - 1970年3月28日・全156話）
- ピンチとパンチ（フジテレビ系列・アニメーション制作：フジテレビ動画・1969年9月29日 - 1970年3月28日・全156話）
- タイガーマスク（日本テレビ系列・アニメーション制作：東映アニメーション・1969年10月2日 - 1971年9月30日・全105話）
- ハクション大魔王（フジテレビ系列・アニメーション制作：タツノコプロ・1969年10月5日 - 1970年9月27日・全52話）
- ムーミン（フジテレビ系列・アニメーション制作：虫プロダクション・1969年10月5日 - 1970年12月27日・全65話）
- サザエさん（フジテレビ系列・アニメーション制作：エイケン・1969年10月5日 - 放送中）
- アタックNo.1（フジテレビ系列・アニメーション制作：トムス・エンタテインメント・1969年12月7日 - 1971年11月28日・全104話）

## スポーツ

### 総合競技大会
- 第24回国民体育大会 (創造国体)

### 各競技
大相撲（幕内最高優勝）
- 初場所 大鵬幸喜 (二所ノ関部屋)：15戦全勝
- 春場所 琴櫻傑將 (佐渡ヶ嶽部屋)：13勝2敗
- 夏場所 大鵬幸喜 (二所ノ関部屋)：13勝2敗
- 名古屋場所 清國勝雄 (伊勢ヶ濱部屋)：12勝3敗
- 秋場所 玉乃島正夫 (片男波部屋)：13勝2敗
- 九州場所 北の富士勝昭 (九重部屋)：13勝2敗

野球
- プロ野球
  - セ・リーグ優勝 読売ジャイアンツ
  - パ・リーグ優勝 阪急ブレーブス
  - 日本シリーズ優勝 読売ジャイアンツ（4勝2敗）
- 高校野球
  - 春優勝 三重 (三重県)
  - 夏優勝 松山商業 (愛媛県)

競馬
- 第29回皐月賞：ワイルドモア（騎手：森安重勝）
- 第36回日本ダービー：ダイシンボルガード（騎手：大崎昭一）
- 第30回菊花賞：アカネテンリュウ（騎手：丸目敏栄）

## 誕生

### 1月
- 1月3日 - 吉田栄作、俳優

- 1月11日 - 氷上恭子、声優
- 1月29日 - hyde、ミュージシャン（L'Arc〜en〜Ciel）

### 2月
- 2月5日 - 木内秀信、声優
- 2月6日 - 福山雅治、俳優、ミュージシャン
- 2月23日 - 伊東みやこ、声優

### 3月
- 3月5日 - 夏樹リオ、声優
- 3月12日 - 岡村明美、声優
- 3月30日 - 安藤麻吹、声優

### 4月
- 4月7日 - 新堂敦士、歌手
- 4月8日 - 東サオリ、声優
- 4月18日 - 黒田清子、日本の元内親王

### 5月
- 5月1日 - 玉木雄一郎、政治家（衆議院議員、国民民主党代表）
- 5月21日 - 倉田雅世、声優
- 5月23日 - 浅田葉子、声優

### 6月
- 6月3日 - 貴水博之、ミュージシャン（access）

### 7月
- 7月8日 - SUGIZO、ミュージシャン（LUNA SEA・X JAPAN）
- 7月29日 - 亀川千代、ミュージシャン（ゆらゆら帝国）

### 8月
- 8月2日 - 加藤有生子、声優
- 8月3日 - 室園丈裕、声優
- 8月15日 - 高塚正也、声優
- 8月26日 - 中川敬輔、ミュージシャン
- 8月26日 - ヒダノ修一、ミュージシャン
- 8月26日 - マユミーヌ、歌手
- 8月26日 - 薬丸岳、小説家

### 9月
- 9月5日 - 國府田マリ子、声優

### 10月
- 10月2日 - 徳光由禾、声優
- 10月3日 - 石田ゆり子、俳優
- 10月14日 - 岡野浩介、声優
- 10月18日 - 安原麗子、声優
- 10月19日 - 青羽剛、声優
- 10月19日 - 佐藤恒治、エンジニア、トヨタ自動車社長

### 11月
- 11月2日 - 高村めぐみ、声優
- 11月13日 - 浅野まゆみ、声優
- 11月17日 - 置鮎龍太郎、声優
- 11月24日 - 草地章江、声優
- 11月28日 - 野村真弓、声優

### 12月
- 12月13日 - 石川英郎、声優
- 12月15日 - 波岡なみ、声優
- 12月20日 - 横山智佐、声優